# Jovan Kolundžija
Jovan Kolundžija, cyr. Јован Колунџија (ur. 4 października 1948 w Belgradzie) – serbski skrzypek, poseł do Zgromadzenia Narodowego Republiki Serbii.

## Życiorys
Ukończył szkołę średnią o profilu muzycznym w Belgradzie. Magisterium uzyskał na Akademii Sztuk w Belgradzie. Kształcił się także u skrzypka Henryka Szerynga. W trakcie wieloletniej kariery artystycznej zagrał ponad cztery tysiące koncertów, w tym w Carnegie Hall. Był wyróżnianych w różnych krajowych i międzynarodowych konkursach muzycznych. Koncertował także ze swoją siostrą, pianistką Nada Kolundžiją. Założyciel centrum sztuk pięknych „Guarnerius”, w 2013 podniesionego do rangi ogólnokrajowej instytucji kultury.
W 2020 przyjął propozycję Serbskiej Partii Postępowej wystartowania z jej ramienia w wyborach parlamentarnych. Otrzymał wówczas mandatowe miejsce na liście wyborczej skupionej wokół SNS koalicji, uzyskując wybór do Zgromadzenia Narodowego Republiki Serbii. Również w 2022 i 2023 był umieszczany na wysokim miejscu listy wyborczej koalicji skupionej wokół postępowców, utrzymując mandat deputowanego na kolejne kadencje.